# Niorun
Niorun (vieux-norrois Njörun) est une déesse mentionnée par Snorri dans l’Edda en prose et supposée être la sœur-épouse de Njörd.